# De zoon van Asterix
De zoon van Asterix is het 27e stripalbum in de Asterix-stripreeks. Het verhaal is zowel geschreven als getekend door Albert Uderzo.

## Inhoud
Asterix en Obelix krijgen de verrassing van hun leven wanneer ze ’s ochtends een baby voor de deur van Asterix vinden. Niemand weet van wie de baby is, en tot ze de afkomst van het kind ontdekken moeten Asterix en Obelix voor hem zorgen. Daar de deken waar de baby onder lag duidelijk door Romeinen is gemaakt en door de kwaliteit een hoge afkomst verraadt, gaan Asterix en Obelix alle Romeinse kampen rondom het dorp bij langs. Ze ontdekken dat enkele Romeinen bijzonder geïnteresseerd zijn in het kind; met in het bijzonder Caesars zoon Marcus Junius Brutus.
De baby krijgt tweemaal per ongeluk een dosis toverdrank binnen (eerst zat er nog een restje toverdrank in een veldfles melk en de tweede keer viel hij, net als Obelix, in de ketel van Panoramix) waardoor hij iedereen de baas is (het effect is niet permanent omdat er niet veel meer inzat maar het duurt wel langer voor de drank uitgewerkt is).
Wanneer Brutus hoort dat het kind dat hij zoekt zich in het Gallische dorp bevindt, komt hij met zijn eigen leger naar Gallië. Hij stuurt tweemaal een spion naar het Gallische dorp om het kind te ontvoeren. De eerste spion doet zich voor als een verkoper van baby-artikelen met de naam Beeteeweetix, maar wordt door de uk als rammelaar gebruikt in de plaats. In het tweede geval wordt de eerzuchtige centurio Calculatus van het tijdelijke kamp van Brutus ingeschakeld en verkleedt zich als vroedvrouw, die door zowel de Romeinen als de Galliërs als 'geëmancipeerd' wordt beschouwd. Hij slaagt erin met Romeinse soldatenliedjes de baby in slaap te krijgen, maar de eigen pogingen om dan er met de baby vandoor te gaan liepen even faliekant af.
Uiteindelijk neemt Brutus drastische maatregelen. Hij valt midden in de nacht het Gallische dorp aan, en laat het platbranden door met katapulten brandende objecten op de rieten daken te schieten. Hoewel de Galliërs de aanval kunnen afslaan, raakt het dorp volledig verwoest. Brutus weet bovendien de baby te ontvoeren (tot overmaat van ramp raakt juist op dat moment de toverdrank uitgewerkt) en weg te vluchten op het schip van de bekende piraten. Asterix en Obelix zwemmen hen achterna, waarbij de piraten de eer aan zichzelf houden, en weten mede dankzij een heldhaftige actie van Idefix de baby te redden.
Net als de Galliërs Brutus willen vragen over wie het kind is, arriveren twee bijzondere gasten: Caesar en Cleopatra. Het kind is niemand minder dan Ptolemaeus XV Caesarion, de zoon van Caesar en Cleopatra. Brutus wilde hem uit de weg ruimen, daarom liet Cleopatra haar kind naar het Gallische dorp brengen. Romeins gebied was immers niet veilig, alleen bij de onoverwinnelijke Galliërs was het kind veilig voor Brutus.
Brutus wordt weggestuurd naar de meest afgelegen grenzen van het rijk, waar de barbaren zich roeren. Caesar belooft dat de Romeinen het Gallische dorp zullen herbouwen. Het album eindigt wederom met een banket, alleen ditmaal niet in het dorp onder de sterrenhemel, maar op klaarlichte dag op het schip van Cleopatra, in het gezelschap van Caesar en het Egyptische staatshoofd. Kakofonix is hier in de mast gehangen.

## Notities
- Brutus en opperbevelhebber Julius Calculatus zijn vermoedelijk gebaseerd op Tony Curtis en Jack Lemmon. In dat geval verwijst de voedster-vermomming van Calculatus naar de film Some Like It Hot waarin beide acteurs vrouwenkleren droegen.
- In tegenstelling tot in eerdere albums, waarin Brutus vaak niet meer dan een komische cameo had, is hij in dit album een gewetenloze schurk. Zijn motief om Caesarion in handen te krijgen is dat hij dan de enige erfgenaam van Caesar zal zijn. In werkelijkheid was achterneef Gaius Octavius Caesars enige erfgenaam. 
  - In diezelfde lijn noemt Calculatus Brutus "zoon van Caesar", wat Brutus zelf corrigeert naar aangenomen zoon. Brutus was zeer waarschijnlijk helemaal geen zoon van Caesar (en ook geen erfgenaam).
- de naam van de verkoper van rammelaars, Beeteeweetix (in het Frans Taxesurléprix) duidt op btw of belasting over de toegevoegde waarde op koopwaar.
- In tegenstelling tot Obelix is het effect van de toverdrank niet permanent voor de baby, tot jammerlijk ongenoegen van deze laatste: 
  - een eerste keer eindigt het met een deur die hij niet kapot kan slaan.
  - een tweede keer eindigt het aan het been van Brutus, wanneer hij de vrouwen wil beschermen.
- De baby valt vrij makkelijk in slaap onder een boom, wat Obelix aan Cleopatra mee geeft als tip om hem te helpen slapen.
- Als betaling voor koeienmelk (of de volledige koe eigenlijk), levert Obelix menhirs die de boer in het veld laat schikken buiten het dorp. Dit verwijst naar de Megalieten van Carnac in Bretagne.
- Aan het einde van het verhaal verschijnt Cleopatra met veel vertoon, gezeten op een rollende sfinx. Die sfinx gebruikte ze ook al in Asterix en Cleopatra.
- Het is de enige keer dat Caesar en de Galliërs samen aan de feesttafel plaats nemen, die voor de eerste (en voorlopig enige) keer niet in het dorp plaatsvindt, maar op de galei van Cleopatra. Het is niet de eerste keer dat een Romein aan het maal aanzit, die eer was voor quaestor Centus in Asterix en de Helvetiërs.
- Terwijl Caesar meermaals tevergeefs heeft geprobeerd de Galliërs te overwinnen, slaagt Brutus in dat opzicht wel. Ironisch genoeg laat Caesar het dorp heropbouwen.
- Het kind wordt in de strip Ptolemeüs XVI genoemd, misschien door een telfout. Hij regeerde inderdaad over Egypte maar de strip vertelt er niet bij dat hij al na 12 dagen vermoord werd.
- Brutus heeft meer succes tegen de Galliërs dan Caesar in alle albums samen.